# 550-talet f.Kr.

## Händelser
- 559 f.Kr.
  - Kambyses I efterträds av sin son Kyros II som kung av Anshan.
  - Neriglissar blir babylonisk ledare.[1]
- 558 f.Kr. – Hegesias avlägsnas som arkont av Aten.
- 558 f.Kr.
  - Kyros den store blir ledare i Anshan.[1]
  - Den kinesiska staten Jin besegrar sin rival Qin i ett fältslag.
- 556 f.Kr.
  - Peisistratos förvisas från Aten till Euboia.
  - Neriglissar avgår som Babyloniens kung, och efterträds av Labashi-Marduk.[1]
  - Baal-Eser III blir kung av Tyros.
- 556/555 f.Kr. – Nabonidus efterträder Labashi-Marduk som kung av Babylon.
- 555 f.Kr. – Mahar-Baal blir kung av Tyros.
- 554 f.Kr.
  - Aristokratin återinförs i Aten, ledd av Megakles och Lykurgos[förtydliga]. Hegesias är arkont. Peisistratos tvingas i landsflykt på ön Eubea.[1]
  - Phalaris störtas av Telemachos i Akragas.[1]
- 553 f.Kr.
  - Kyros den store gör revolt mot medierna].[1]
  - Syracusa förstör av Camarina.[1]
- 551 f.Kr. – Hiram III blir kung av Tyros.
- 552 f.Kr. – Nabonidus tar sig till Edom söder om Döda havet för att kriga. Efter segern kommer han dock inte hem, utan fortsätter söderut och intar oasstaden Teima i nordvästra Arabien.[1]

- 550 f.Kr.
  - Tidigt järnålderskultur runt Hallstadt i Centraleuropa förekommer vid den här tiden.[2]
  - Skandinavien befinner sig i slutet av bronsåldern.[2]
  - Abdera förstörs av thrakerna.
  - Kyros II avsätter Astyages som kung över mederna och etablerar därmed det Persiska riket.[2]
  - Detta år räknas som gränsen mellan svartfigurig keramik och rödfigurig keramik inom grekisk konst.
- Karthago erövrar Sicilien, Sardinien och Korsika.

## Födda
- 558 f.Kr. – Dareios I, son till Hystaspes.[1]
- 556 f.Kr. – Simonides av Keos, grekisk lyrikpoet (omkring detta år).[1]
- 555 f.Kr. – Hippias och Hipparchos, Peisistratos söner.[1]
- 551 f.Kr.
  - 28 september – Konfucius, kinesisk filosof.[1]
- 550 f.Kr. – Epicharmus, grekisk poet (död 460 f.Kr.).
  - Atossa, persisk drottning.

## Avlidna
- 558 f.Kr. – Solon, atensk statsman.
- 555 f.Kr. – Stesichorus, grekisk lyrikpoet.
- 550 f.Kr. – Zarathustra, östpersisk filosof.[2]

### Fotnoter
1. 1 2 3 4 5 6 7 8 9 10 11 12  ”För 100 generationer sedan”. juni 1996-januari 2000. http://www.werbeka.com/bibliote/500tal/560bc.htm. Läst 18 juli 2011.
2. 1 2 3 4  ”För 100 generationer sedan”. januari 1997-augusti 2002. http://www.werbeka.com/bibliote/500tal/550bc.htm. Läst 18 juli 2011.